# Fran Mérida

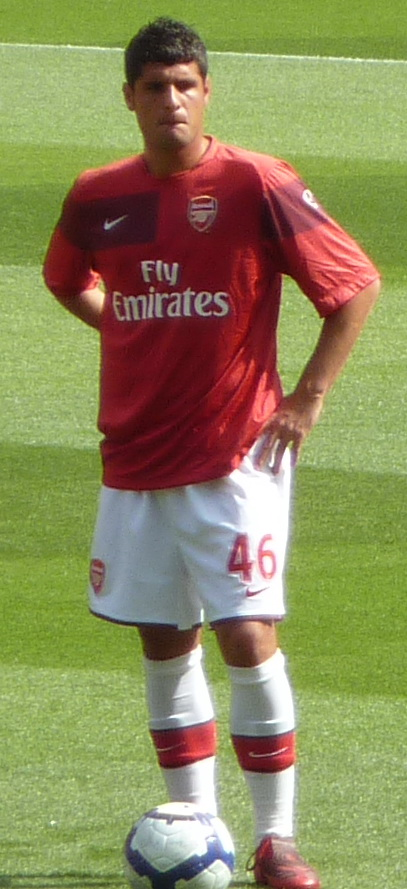
Fran Mérida under tiden i Arsenal (2009).

Fran Mérida, eg. Francisco Mérida Perez, född 1990 i Barcelona i Spanien, är en spansk tidigare fotbollsspelare (mittfältare).
Han följde i Cesc Fàbregas fotspår och lämnade FC Barcelona innan han hann skriva ett proffskontrakt och skrev istället på för Arsenal FC.
Som så många av Arsenals unga spelare gjorde Mérida sin första-lagsdebut i Carling Cup – i hans fall, en 2–0-seger mot Newcastle tidigt under säsongen 2007–2008.
Mérida tillbringade fyra månader på lån i Real Sociedad under 2008 och skrev ett nytt kontrakt med Arsenal när han återvände till England. Han debuterade sedan i Premier League i en match mot West Bromwich Albion. I september 2024 avslutade Merida sin fotbollskarriär. 